# Truman-Syndrom
Das Truman-Syndrom, synonym auch Truman-Wahn oder Truman-Show-Wahn genannt, ist eine seltene psychische Störung, bei der eine Person glaubt, dass ihr Leben eine inszenierte Reality-Show ist und dass alle Menschen um sie herum Schauspieler sind. Das Syndrom ist ein Eponym, das nach dem Film Die Truman Show aus dem Jahr 1998 benannt ist. Die Rolle des Protagonisten Truman Burbank wird darin von Jim Carrey gespielt.

## Beschreibung
Bei dem Truman-Syndrom (engl. Truman syndrome) handelt es sich primär um einen verfolgungsbedingten Wahn, bei dem der Patient glaubt, dass er gefilmt wird und dass die Filme zur Unterhaltung anderer gesendet werden. Bei den Betroffenen erweist sich die scheinbare Wirklichkeit als eine von höheren Mächten erzeugte Täuschung.
Eine Arbeitsgruppe um den britischen Psychiater Paolo Fusar-Poli deutet das Truman-Syndrom als einen besorgniserregenden Glauben, dass sich die Welt auf irgendeine Art und Weise verändert hat, von der andere Menschen Kenntnis hatten. Dies wird dann von dem Betroffenen als Hinweis darauf interpretiert, dass er in einem Film mitspielt und in einer Filmkulisse lebt (einer „fingierten Welt“). Fusar-Poli und seine Kollegen gehen davon aus, dass die Betroffenen sich möglicherweise in der Prodromalphase einer Schizophrenie befinden. Sie vermuten, dass das Truman-Syndrom das Ergebnis der Suche der Patienten nach einem Sinn in ihrer Wahrnehmung ist, dass sich für sie die gewöhnliche Welt auf eine bedeutende, aber unerklärliche Weise verändert hat.
Das Truman-Syndrom wurde erstmals im Jahr 2004 von den US-amerikanischen Psychiatern Joel und Ian Gold an einer Person diagnostiziert und 2006 veröffentlicht. 2008 gab es 50 weitere Fälle.
Zumindest bis zum Jahr 2014 waren keine deutschen Fälle bekannt.
Das Truman-Syndrom ist offiziell nicht anerkannt und kommt im Diagnostic and Statistical Manual of Mental Disorders nicht vor.